# Марія Крістина Саксонська (1735—1782)
Марія Крістіна Саксен-Польська (нім. Maria Christina von Sachsen und Polen або Марія Крістіна Анна Терезія Саломея Еулалія Франциська Ксав'єра фон Веттін (нім. Maria Christina Anna Theresia Salomea Eulalia Franziska Xaveria von Wettin; 12 лютого 1735 року, палац Вілянув, Варшава, Річ Посполита — 19 листопада 1782 року, Шато де Брюмат, Брюмат, Французьке королівство) — дочка Августа III, короля Польського і великого князя Литовського і Руського з роду Веттинів, титулярна аббатиса Реміремонська, дама шляхетного ордена Зоряного хреста.

## Біографія
Марія Крістіна Анна Терезія Саломея Еулалія Франциська Ксав'єра фон Веттін народилася 15 лютого 1735 року у палаці Вілянув, в Речі Посполитій. Батьки принцеси були близькими родичами. Батько, Август III фон Веттін, курфюрст Саксонський (під ім'ям Фрідріха Августа I), король Польський і великий князь Литовський (під ім'ям Августа II). Мати, Марія Жозефа фон Габсбург, ерцгерцогиня Австрійська, двоюрідна сестра імператриці Марії Терезії Австрійської.
Марія Крістіна була десятою дитиною в сім'ї з чотирнадцяти дітей. Рідними сестрами їй припадали Марія Амалія Саксонська, в шлюбі королева Іспанії, Марія Жозефа Саксонська, в шлюбі дофіна Франції, Марія Анна Саксонська, в шлюбі курфюрстина Баварії і Марія Кунігунда Саксонська, ігуменя в Торне і Ессені. Рідними братами принцеси були Фрідріх Крістіан, курфюрст Саксонії, Карл фон Веттін, герцог Курляндії і Альберт фон Веттін, герцог Тешена.
Батьки забезпечили дочці блискучу освіту. Принцеса володіла латиною, вільно розмовляла французькою та польською мовами (не рахуючи рідної німецької), володіла великими знаннями з філософії, географії та теології, малювала, грала і танцювала.
У 1764 році Марія Крістіна прибула до Франції, де отримала титул заступниці настоятельки в абатстві Ремірмон, на півночі королівства. Це стало можливим завдяки особистому втручанню короля Людовика XV. В цей час абатство знаходилося під керівництвом титулярної абатиси Анни Шарлотти Лотарінзької, сестри Франца I, імператора Священної Римської імперії.
У 1773 році після смерті Анни Шарлотти, Марія Крістіна отримала титул абатиси Реміремон, який був за нею до самої смерті. Таким чином, вона отримала право голосу в рейхстазі і всі права імперської принцеси.
Більшу частину свого часу Марія Крістіна проводила в Парижі, захоплювалася балами і театром. Борги, що любила повеселитися, абатиси виплачували Станіслав Лещинський, герцог Лотаринзький і навіть король Людовик XV. Про той період життя принцеси збереглися відомості в її листуванні з рідним братом Франциском Ксав'єром фон Веттін, регентом Саксонії. Тоді ж вона отримала орден Зоряного Хреста .
Нарешті, втомившись від бурхливого столичного життя, в 1775 році Марія Крістіна купила замок поблизу містечка Брюмат, в Ельзасі у Франції. І тут вона жила на широку ногу, наробивши багато нових боргів. Після її смерті, 19 листопада 1782 року її племінник, король Людовик XVI, виплатив кредиторам покійної суму в розмірі 136 876 ліврів.
Марія Крістіна була похована в абатстві Реміремон 15 грудня 1782 року. Після її смерті замок в Брюмат був покинутий і, незабаром розграбований під час Французької революції .